# Jatho-Drachen
Der Jatho-Drachen war ein Flugapparat, der von Karl Jatho spätestens ab 1900 gebaut wurde. Nach zeitnahen Quellen ist er nicht vor 1907 geflogen. Unabhängige Belege, die überhaupt einen Flug beschreiben, liegen bislang nicht vor.
Ab 1933 berichten Oppermann und Supf mit Bezug auf Jatho-Notizen von kurzen Flügen ab dem 18. August 1903. Demnach wäre der Jatho-Drachen bereits vor dem Wright Flyer der Brüder Wright geflogen, der erst vier Monate später abhob. Woraus für den Jatho-Drachen ein Prioritätsanspruch auf das erste Motorflugzeug, das schwerer als Luft war und fliegen konnte, abgeleitet wird. Der Prioritätsanspruch ist unvollständig.

## Entwicklung

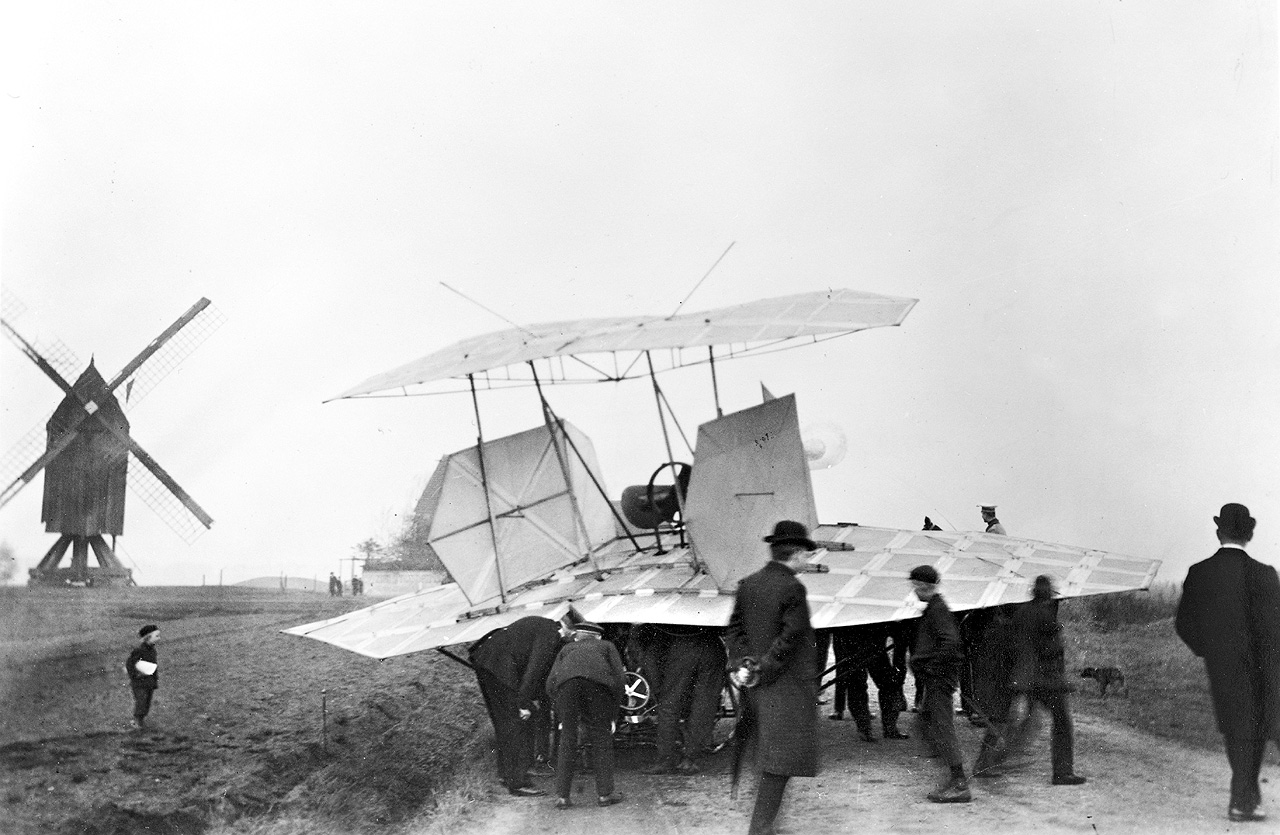
Der „Jatho-Drachen“ nach dem Umbau in die „Zweiflächer“-Version auf der Vahrenwalder Heide im Norden Hannovers. Links im Hintergrund die Lister Bockwindmühle. Das Foto ist frühestens im Sommer 1907 entstanden. Das gut erkennbare Steuerrad ist nicht vor dem 1. August 1907 montiert worden.

Karl Jatho baute spätestens ab 1900 an einem Flugapparat. Die erste belegte öffentliche Ausstellung seines „Dreiflächers“ war anlässlich der Internationalen Sport-Ausstellung in Berlin vom 20. April bis 5. Mai 1907 (Bild s. o.). Die zeitnächsten Quellen zu seinem Projekt stammen aus den Jahren 1907 und 1909:

„Ein Flugapparat, der von Herrn Karl Jatho in Hannover konstruiert wurde, ist heute vormittag von einer Anzahl Interessenten, Offizieren, sowie Vertretern der Presse besichtigt worden. An dem Versuche ein lenkbares Luftschiff herzustellen, arbeitet Herr Jatho bereits zwölf Jahre. Er glaubt seine Absicht, ebenso wie der französische Luftschiffer Santos Dumont, durch einen Flugapparat zu erreichen. Das Jathosche Luftschiff besteht aus sechs Segeln (einem Horizontal-Grundtragsegel, einem Horizontal-Steuersegel, zwei Vertikal-Festsegeln und zwei Vertikal-Steuersegeln), einer Luftschraube und einer Gondel, auf der die Segel montiert sind. Getrieben wird der Flugapparat durch einen Motor Buchet von zwölf Pferdekräften. Das Gleichgewicht wird durch des Horizontalsteuersegel gehalten, das zugleich auch den Apparat auf- und niederlenken, sowie nach vor- und rückwärts heben soll. Die Grundrichtung geben die beiden Vertikal-Steuersegel an, die auch dazu dienen, die seitlichen Kurven zu beschreiben. Das Luftschiff ist vorläufig für einen Fahrer eingerichtet, dessen Sitz sich vor dem Motor befindet. Das Ganze ruht auf fünf Rädern, die in der Längsrichtung von vorn nach rückwärts kippbar angeordnet sind; das Vorderrad ist lenkbar eingerichtet, um beim Anfahren auf der Erde die Richtung anzugeben, bezw. noch zu ändern. Hat der Apparat, auf der Erde rollend und angetrieben durch die Luftschraube, eine Geschwindigkeit von 12 Metern pro Sekunde erreicht, so hebt der Fahrer, wie der Erfinder annimmt, die Längsstange des Horizontal-Steuersegels gegen die Luft und dann soll der Winddruck den Apparat auf die hinteren Räder drücken, so daß die Segel die nötige Schrägstellung einnehmen, um den Apparat zu heben. Das Grundsegel ist so groß gehalten, daß es im Falle des Versagen des Motors als Fallschirm wirken kann. Herr Jatho denkt in 8-10 Tagen auf der Vahrenwalder Heide aufzusteigen. Er hofft, mit seinem Apparat zuerst bei einer Höhe von 10-12 Metern eine Geschwindigkeit von 70 Kilometern in der Stunde zu erzielen. Nach dem geplanten Aufstieg werden wir auf die Einrichtung des Flugapparats noch näher zurückkommen.“

„Das Lenkbare Luftschiff, das des Herrn Jatho, das der Erbauer 'Drachenflieger' genannt hat, ist in diesen Tagen seiner Vollendung nahe gerückt, sodaß vielleicht am Mittwoch [21. August 1907] der erste Aufstieg erfolgen kann. Dieser war bereits zum Sonntag geplant, mußte jedoch einiger Metallteile wegen, deren Absendung aus Dresden sich verzögert hat, um einige Tage verschoben werden. Der 'Drachenflieger' hat in letzter Zeit noch einige wesentliche Verbesserungen erfahren, u. a. statt der tiefliegenden Fahrradsteuerung ein höheres Automobillenkrad.“

„Karl Jatho.
Einer der ersten, welche sich in Deutschland mit dem Bau von Flugmaschinen beschäftigten, war K. Jatho in Hannover. Er baute schon im Jahre 1900 einen Gleitflieger von 10 qm Fläche und später einen auf drei Räder gestellten Dreidecker von 48 qm Tragfläche, in welchen ein 9 PS Buchet-Motor einmontiert war. Dieser Apparat war auf der Sportausstellung zu Berlin 1907 zu sehen. Auf Grund mehrfacher Versuche baute Jatho denselben in einen Zweidecker um, welcher hier näher beschrieben werden soll. […] Der Apparat war auf ein System von fünf Rädern gestellt; eines war vorn, zwei in der Mitte und zwei waren hinten angebracht, jedoch berührten nicht alle Räder den Boden, denn die hinteren Räder liegen etwas höher als die vorderen. […] Wenn Jatho mit seinem Apparat bisher noch keine nennenswerten Flüge gelangen, so ist dies wohl ausser der viel zu tiefen Lage des Schwerpunktes dem viel zu schwachen Motor zuzuschreiben. Dies hat wohl auch Jatho selbst erkannt; denn er will nunmehr in seinen Apparat einen 35 PS Körting-Motor von 1200 Touren und 80 kg Gewicht einbauen. […]“

## Jatho-Notizen
Informationen zum Jatho-Drachen, die von „Luftsprüngen“ im Jahr 1903 berichten, werden ab 1928 mit Bezug auf Karl Jathos Tagebuch veröffentlicht. Am 17. September 1933 berichtet die Wochenbeilage des Hannoverschen Anzeigers, dass es für die „Luftsprünge“ von 1903 „einwandfreie“ Zeugen gäbe. Der genaue Wortlaut und ein konkreter Hinweis über den Verbleib der beglaubigten Zeugenaussagen sind in den Quellen nicht abgegeben.
Nach Jathos Tagebuchnotizen, sei schon beim ersten Test am 18. August 1903 das Abheben seines Apparates geglückt, der zu diesem Zeitpunkt dem im April 1907 in Berlin gezeigten Dreiflächer entsprach (Bild s. o.). Am 21. August 1903 sei das Flugzeug beim Start durch Seitenwind niedergedrückt und dabei beschädigt worden. Daraufhin sei es grundlegend in einen Zweiflächer umgebaut worden. Mit dem umgebauten Flugapparat seien zwischen dem 11. September 1903 und Ende November 1903 viele Flugversuche und Flüge unternommen worden, bei denen Jatho bis zu 60 Meter Weite und bis zu 3,5 Meter Höhe erreicht habe.

## Technische Daten
| Kenngröße                      | Dreiflächer                                                                        | Zweiflächer                                                                        |
| ------------------------------ | ---------------------------------------------------------------------------------- | ---------------------------------------------------------------------------------- |
| Bauart                         | Druck-Propellerflugzeug Seiten- und Höhenruder sind über der Tragfläche angeordnet | Druck-Propellerflugzeug Seiten- und Höhenruder sind über der Tragfläche angeordnet |
| Besatzung                      | ein Pilot, sitzend                                                                 | ein Pilot, sitzend                                                                 |
| Höhe                           | 4,5 m                                                                              | ?                                                                                  |
| Länge                          | 3,6 m                                                                              | 3,6 m                                                                              |
| Spannweite                     | 7,5 m und 7,0 m                                                                    | 8,0 m                                                                              |
| „Luftsegel“                    | 48,32 m²                                                                           | 36,00 m²                                                                           |
| Profil                         | kein Flügelprofil (Drachenprinzip)                                                 | kein Flügelprofil (Drachenprinzip)                                                 |
| Tragflügelfläche               | 40,54 m²                                                                           | 28,22 m²                                                                           |
| Fläche des (Canard-)Höhenruder | 7,78 m²                                                                            | 7,78 m²                                                                            |
| Fläche der 2 Seitenruder       | je 2,3 m²                                                                          | je 2,3 m²                                                                          |
| Fläche der 2 Seitenflossen     | je 1,75 m²                                                                         | je 1,75 m²                                                                         |
| Flügelstreckung                | 2,496 und 2,722                                                                    | 2,268                                                                              |
| Leermasse                      | 225 kg                                                                             | 185 kg                                                                             |
| Motormasse                     | 64 kg                                                                              | 64 kg                                                                              |
| Startgeschwindigkeit           | (unbekannt)                                                                        | (unbekannt)                                                                        |
| Höchstgeschwindigkeit          | (unbekannt)                                                                        | (unbekannt)                                                                        |
| Triebwerk                      | ein luftgekühlter Einzylinder-Viertakt-Motor „Buchet“, 9 bzw. 12 PS bei 200/min    | ein luftgekühlter Einzylinder-Viertakt-Motor „Buchet“, 9 bzw. 12 PS bei 200/min    |

## Rekonstruktionen

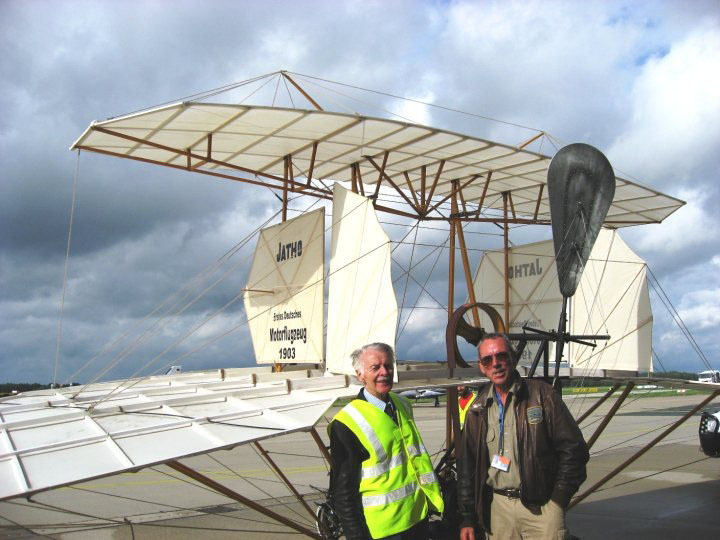
Eine Rekonstruktion des „Jatho-Drachens“ in der Zweiflächer-Version auf dem Flughafen Hannover-Langenhagen

Zwei Rekonstruktionen des Jatho-Drachens wurden 1933 und 2006 angefertigt. Mit keinem der Nachbauten gelang bislang ein „Luftsprung“ wie Jatho sie notiert hat.